# Sirio Banchelli
Sirio Banchelli (Firenze, 1910 – Roma, 1963) è stato un nuotatore e pallanuotista italiano.

## Carriera
Atleta della Rari Nantes Florentia, ha gareggiato come pallanuotista e nuotatore specializzato nelle distanze brevi dello stile libero. Si è messo in luce a partire dal 1928 in campo nazionale e nello stesso anno è stato convocato per partecipare ad Amsterdam, ai Giochi olimpici del 1928, iscritto alla staffetta 4 × 200 m stile libero, ma non ha gareggiato per la squalifica della stessa.. Il 9 agosto 1931 a Bologna è diventato primatista italiano dei 100 m stile libero, superando il record di Emilio Polli. Ha partecipato ai Campionati europei del 1931 vincendo una medaglia di bronzo con Antonio Conelli, Ettore Baldo e Paolo Costoli. Nel 1932 vince il campionato italiano dei 100 m stile libero. Come pallanuotista ha vinto uno scudetto nel 1933, sempre per la Florentia. Ha partecipato anche ai Campionati europei del 1934 sia nel nuoto che nella pallanuoto e nel 1935 ha vinto il suo secondo titolo nella staffetta 4 × 200 m stile libero.

## Palmarès

### Palmarès da pallanuotista
- Campionati europei

1934 Magdeburgo -  Germania: eliminato in qualificazione, 1 pareggio e 3 sconfitte

#### Campionato italiano
Campione nel 1933 con la Rari Nantes Florentia

### Palmarès da nuotatore
questa tabella è incompleta
| Campionati europei  | 4 × 200 m st. libero |
| 1931 Parigi Francia | Bronzo: 9'49"0 :     |

#### Campionati italiani
1 titolo individuale e 1 in staffette, così ripartiti:
- 1 nei 100 m stile libero
- 1 nella staffetta 4 × 200 m stile libero

nd = non disputata
| Anno | Edizione | st.libero 100 m | st.libero 200 m | st.libero 400 m | st.libero 4×200 m |
| ---- | -------- | --------------- | --------------- | --------------- | ----------------- |
| 1928 | Estivi   | 3               | nd              | 3               | -                 |
| 1929 | Estivi   | 2               | nd              | -               | -                 |
| 1930 | Estivi   | -               | -               | -               | 2                 |
| 1931 | Estivi   | 2               | 2               | -               | 3                 |
| 1932 | Estivi   | 1               | 3               | -               | 2                 |
| 1933 | Estivi   | 3               | -               | -               | -                 |
| 1934 | Estivi   | -               | -               | -               | 3                 |
| 1935 | Estivi   | 2               | -               | -               | 1                 |

Altri risultati
Secondo nei 100 m stile libero (categoria seniori) ai Campionati italiani estivi di nuoto 1937.